# Skinner-box
Skinner-boxen är en anordning för experimentella studier av djurs beteende, särskilt inlärning och operant betingning. Boxen är uppkallad efter sin uppfinnare, den behavioristiska psykologen B.F. Skinner.
Boxen består av ett utrymme för ett djur och en mekanism som djuret kan använda för att framkalla händelser. Till exempel kan mekanismen vara utformad så att djuret serveras mat varje gång den rör vid en knapp.